# 中国驻吉达总领事馆
中华人民共和国驻吉达总领事馆（阿拉伯语：القنصلية العامة لجمهورية الصين الشعبية في جدة），简称中国驻吉达总领事馆，是中华人民共和国派驻沙特阿拉伯吉达的最高级别外交机构。领区包括麦加省和麦地那省。

## 机构设置
中国驻吉达总领事馆设置下列机构：
- 领侨处
- 经商处
- 办公室